# Ibbenbüren
Ibbenbüren è una città di 51 888 abitanti della Renania Settentrionale-Vestfalia, in Germania.
Appartiene al distretto governativo (Regierungsbezirk) di Münster ed al circondario (Kreis) di Steinfurt (targa ST).
Ibbenbüren si fregia del titolo di "Media città di circondario" (Mittlere kreisangehörige Stadt).